# Catfights and Spotlights
Catfights and Spotlights é o sexto álbum de estúdio do girl group britânico Sugababes, lançado pela Island Records em 17 de outubro de 2008. Produzido por Klas Åhlund, Steve Booker e Orson, o álbum também apresenta contribuição adicional de Si Hulbert, The Invisible Men, Melvin Kuiters e Max Martin. É o último álbum com a integrante fundadora Keisha Buchanan.
O álbum recebeu uma recepção em sua maioria positiva dos críticos de música, mas se tornou o terceiro álbum mais baixo nas paradas e o segundo menos vendido do grupo, atingindo o número oito e os vinte primeiros no Reino Unido e no Irish Albums Chart, respectivamente. Catfights e Spotlights gerou apenas dois singles, com o single Top 10 "Girls". O segundo e último single "No Can Do" foi lançado em 22 de dezembro de 2008.

## Antecedentes e gravação
Depois de terem completado a Change Tour em maio de 2008, as Sugababes anunciaram que não iriam voltar para o estúdio de gravação até setembro de 2008 para trabalhar no próximo álbum, afirmando que precisavam de mais tempo para trabalhar em seu novo material. No entanto, em 15 de junho de 2008, a integrante da banda Keisha Buchanan disse a um entrevistador que o grupo começaria a trabalhar imediatamente em um novo álbum, devido a oportunidades de gravar com novos produtores e até 17 de junho, o trio já havia começado a gravar. Menos de um mês depois, no Liverpool Summer Pops anual, em Liverpool, elas anunciaram que o single principal havia sido finalizado, descrevendo-o como "incrível". O título do single "Girls", foi revelado em 11 de agosto de 2008 e foi lançado em 6 de outubro de 2008 no Reino Unido.
O álbum foi descrito como tendo um som "mais funky" pelo vocalista do Orson, Jason Pebworth, que trabalhou com o grupo no estúdio de gravação. Em uma entrevista, as Sugababes descreveram o Catfights e Spotlights como tendo um som mais suave e maduro que se concentra principalmente em seus vocais.
O álbum também foi descrito por Range como mais escuro.

## Vendas e impacto
| Críticas profissionais | Críticas profissionais |
| Avaliações da crítica  | Avaliações da crítica  |
| Fonte                  | Avaliação              |
| ---------------------- | ---------------------- |
| AllMusic               | [ 9 ]                  |
| BBC                    | (positivo)             |
| Digitalspy             | [ 11 ]                 |
| The Guardian           | [ 12 ]                 |
| Planet Sound           | [ 13 ]                 |
| The Sunday Times       | [ 14 ]                 |
| The Times              | [ 15 ]                 |

Catfights e Spotlights estreou no número oito na UK Albums Chart, com vendas na primeira semana de mais de 23.000 cópias, tornando-se seu quinto álbum de estúdio a alcançar os dez melhores no Reino Unido. No entanto, também se tornou-se seu primeiro álbum desde o de estreia, One Touch, a não está entre o três principais da parada. O álbum caiu dos cinquenta em sua quarta semana de lançamento. A partir de segunda-feira, 19 de janeiro, o álbum pulou para o número 22, depois para o 96, e finalizou para o 74 com vendas de 2.000 cópias. Foi eventualmente certificado de Ouro, pela BPI.
Na Irlanda, o álbum estreou no número 18, antes de cair para o número 42 na semana seguinte, enquanto na Grécia, o álbum entrou no número 33, antes de deixar o número 37 na semana seguinte. No entanto, na terceira semana, o álbum subiu para o número 22.
Em uma entrevista para o Daily Star Sunday, a integrante do Sugababes Heidi Range, culpou a gravadora do grupo, a Island, pelos péssimos resultados nas vendas do seu novo álbum. De acordo com a Range, "as vendas foram decepcionantes, mas não acho que isso seja um reflexão da qualidade do álbum, o problema foi a divulgação, na verdade, acho que até nossos fãs não sabem que lançamos o álbum."
Uma música inédita gravada mas nunca entrou para o álbum, "Hot Under the Collar" vazou on-line em fevereiro de 2013, quase cinco anos após o lançamento do álbum.

## Faixas
| Catfights and Spotlights - edição padrão |                                                             |                                                                |                              |         |  |
| N.º                                      | Título                                                      | Compositor(es)                                                 | Produtor(es)                 | Duração |  |
| 1.                                       | "Girls"                                                     | Allen Toussaint Anna McDonald Nicole Jenkinson Keisha Buchanan | Melvin Kuiters Si Hulbert    | 3:11    |  |
| 2.                                       | "You on a Good Day"                                         | Klas Åhlund Buchanan                                           | Åhlund                       | 3:27    |  |
| 3.                                       | "No Can Do"                                                 | Jason Pebworth Jon Shave George Astasio Geeki                  | The Invisible Men Si Hulbert | 3:11    |  |
| 4.                                       | "Hanging on a Star"                                         | Pebworth Shave, Astasio Geeki Buchanan                         | The Invisible Men Hulbert    | 3:22    |  |
| 5.                                       | "Side Chick"                                                | Åhlund Alex Purple Buchanan                                    | Åhlund                       | 3:40    |  |
| 6.                                       | "Unbreakable Heart"                                         | Åhlund Max Martin                                              | Åhlund                       | 3:52    |  |
| 7.                                       | "Sunday Rain"                                               | Steve Booker Karen Poole Buchanan Amelle Berrabah Heidi Range  | Booker                       | 4:01    |  |
| 8.                                       | "Every Heart Broken"                                        | Åhlund                                                         | Åhlund                       | 4:09    |  |
| 9.                                       | "Beware"                                                    | Åhlund Berrabah                                                | Åhlund                       | 2:56    |  |
| 10.                                      | "Nothing's as Good as You"                                  | Pebworth Shave Astasio Geeki                                   | The Invisible Men Hulbert    | 3:03    |  |
| 11.                                      | "Sound of Goodbye"                                          | Booker Poole Buchanan                                          | Booker                       | 4:23    |  |
| 12.                                      | "Can We Call a Truce"                                       | Åhlund Purple Deanna Buchanan                                  | Åhlund                       | 4:33    |  |
| 13.                                      | "About You Now" (Versão acústica)                           | Cathy Dennis Lukasz Gottwald                                   | Dr. Luke                     | 2:46    |  |
| 14.                                      | "She's Like a Star" (com Taio Cruz) (Faixa bônus britânica) | Cruz                                                           | Cruz                         | 2:43    |  |
| Duração total:                           | Duração total:                                              | Duração total:                                                 | Duração total:               | 49:10   |  |

| Catfights and Spotlights – iTunes Store Conteúdo bônus |                                     |         |  |
| N.º                                                    | Título                              | Duração |  |
| 15.                                                    | "Girls" (edição de rádio)           | 3:08    |  |
| 16.                                                    | "Girls / Watershed" (vídeo musical) | 3:18    |  |

## Desempenho nas tabelas musicais

### Paradas semanais
| Chart (2008)                    | Maior posição |
| ------------------------------- | ------------- |
| Croácia (Croatian Albums Chart) | 31            |
| Europa (European Albums Chart)  | 34            |
| Grécia (Greek Albums Chart)     | 22            |
| Irlanda (Irish Albums Chart)    | 18            |
| Reino Unido (UK Albums Chart)   | 8             |

## Vendas e certificações
| Região                                         | Certificação | Vendas   |
| ---------------------------------------------- | ------------ | -------- |
| Reino Unido (BPI)                              | Ouro         | 100,000^ |
| ^distribuições baseadas apenas na certificação |              |          |

## Histórico de lançamento
| País                    | Data de lançamento    |
| ----------------------- | --------------------- |
| Reino Unido             | 20 de Outubro de 2008 |
| Irlanda e Países Baixos | 17 de Outubro de 2008 |